# Gouvernement al-Quneitra
Quneitra (arabisch القنيطرة, DMG al-Qunaiṭira), auch Kunaitira, ist ein Gouvernement im Südwesten Syriens. 
Die Hauptstadt ist Quneitra. Die Einwohnerzahl des Gouvernements wird auf 69.000 geschätzt (2005). Hier liegen die Golanhöhen, die von in Israel 1967 im Sechstagekrieg und später 1973 im Jom-Kippur-Krieg besetzt worden sind. Das 1981 von Israel annektierte Gebiet, das weite Teile des Gouvernements ausmacht, wird von Syrien beansprucht.

## Distrikte
Die Distrikte sind:
- Chan Arnaba
- Fiq
- Quneitra